# Estación Lapito
La Estación Lapito fue una estación de ferrocarriles parte del ramal Coihue-Mulchén, ubicada en la comuna de Mulchén, región del Biobío. Actualmente ya no presta servicios.

## Historia
La construcción del ramal comenzó desde la estación Coihue hacia Mulchén, siendo Lapito una de las estaciones del recorrido, y quedando comunicados con la red central el 27 de abril de 1895; sin embargo, el 1 de julio de 1896 se inaugura el servicio hasta la estación Mulchén.
La estación dejó de entregar servicios en la década de 1980, finalmente siendo dado de baja todo el ramal en 1998 y levantada su infraestructura en 2004.
La estación es usada como vivienda particular; el edificio principal de la estación, así como sus andenes y una bodega se encuentran en buen estado de conservación.[cita requerida]

## Etimología
Lapito proviene del idioma mapuche lepún +tu, que significa nuevamente barrer o asear.